# Президент Ірландії

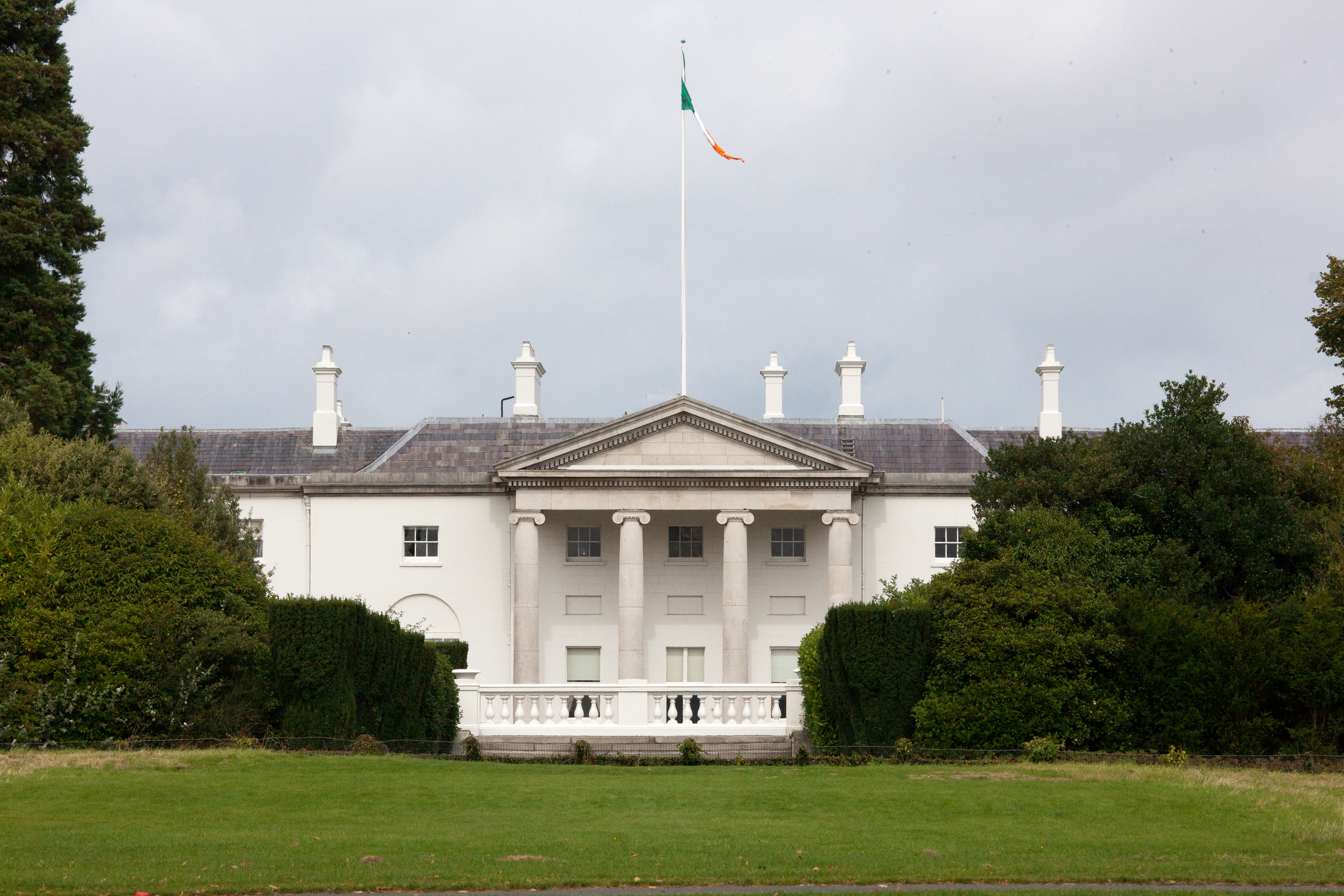
Резиденція Президента Ірландії.

Президент Ірландії (ірл. Uachtarán na hÉireann, англ. President of Ireland) є главою Республіки Ірландії. Президента обирають на загальних виборах. Каденція триває сім років, при чому одна й та ж особа може обіймати посаду не більше двох каденцій поспіль. Функції Президента Ірландії обмежено головно до репрезентативних.
Посаду було засновано 1937 року згідно з Конституцією Ірландії (на той час країна ще не була республікою, якою стала лише 1947 року — доти Ірландія формально зоставалася домініоном, об'єднаним унією з Великою Британією). Офіційною садибою президента є Áras an Uachtaráin (Президентський Палац) у Дубліні. З 2011 року цю посаду обіймає Майкл Гіґґінс.

## Список Президентів
Кілька разів протягом історії функції Президента виконувала Президентська комісія: з набрання чинності Конституції Ірландії 29 грудня 1937 до інавгурації Дуґласа Гайда (1938), а також під час вакантності посади у 1974, 1976 та 1997 рр.
| No. | Ім'я                                                  | Зображення | Вступ на посаду   | Залишення посади  | Номінований від                                         | Вибори    |
| --- | ----------------------------------------------------- | ---------- | ----------------- | ----------------- | ------------------------------------------------------- | --------- |
| 1.  | Дуглас Гайд (Douglas Hyde)                            |            | 25 червня 1938    | 24 червня 1945    | всі партії                                              | 1938      |
| 2.  | Шон О'Келлі (Seán T. O'Kelly)                         |            | 25 червня 1945    | 24 червня 1959    | Фіанна Файл                                             | 1945 1952 |
| 3.  | Еймон де Валера (Éamon de Valera)                     |            | 25 червня 1959    | 24 червня 1973    | Фіанна Файл                                             | 1959 1966 |
| 4.  | Ерскін Гамільтон Чайлдерс (Erskine Hamilton Childers) |            | 25 червня 1973    | 17 листопада 1974 | Фіанна Файл                                             | 1973      |
| 5.  | Карвол О'Далі (Cearbhall Ó Dálaigh)                   |            | 19 грудня 1974    | 22 жовтня 1976    | всі партії                                              | 1974      |
| 6.  | Патрик Гіллері (Patrick Hillery)                      |            | 3 грудня 1976     | 2 грудня 1990     | Фіанна Файл                                             | 1976 1983 |
| 7.  | Мері Робінсон (Mary Robinson)                         |            | 3 грудня 1990     | 12 вересня 1997   | Лейбористська партія, Партія робітників, та безпартійні | 1990      |
| 8.  | Мері Макеліс (Mary McAleese)                          |            | 11 листопада 1997 | 10 листопада 2011 | Фіанна Файл / безпартійні                               | 1997 2004 |
| 9.  | Майкл Гіґґінс (Michael D. Higgins)                    |            | 11 листопада 2011 | На посаді         | Лейбористська партія                                    | 2011      |